# ジャン・ポトン・ド・ザントライユ

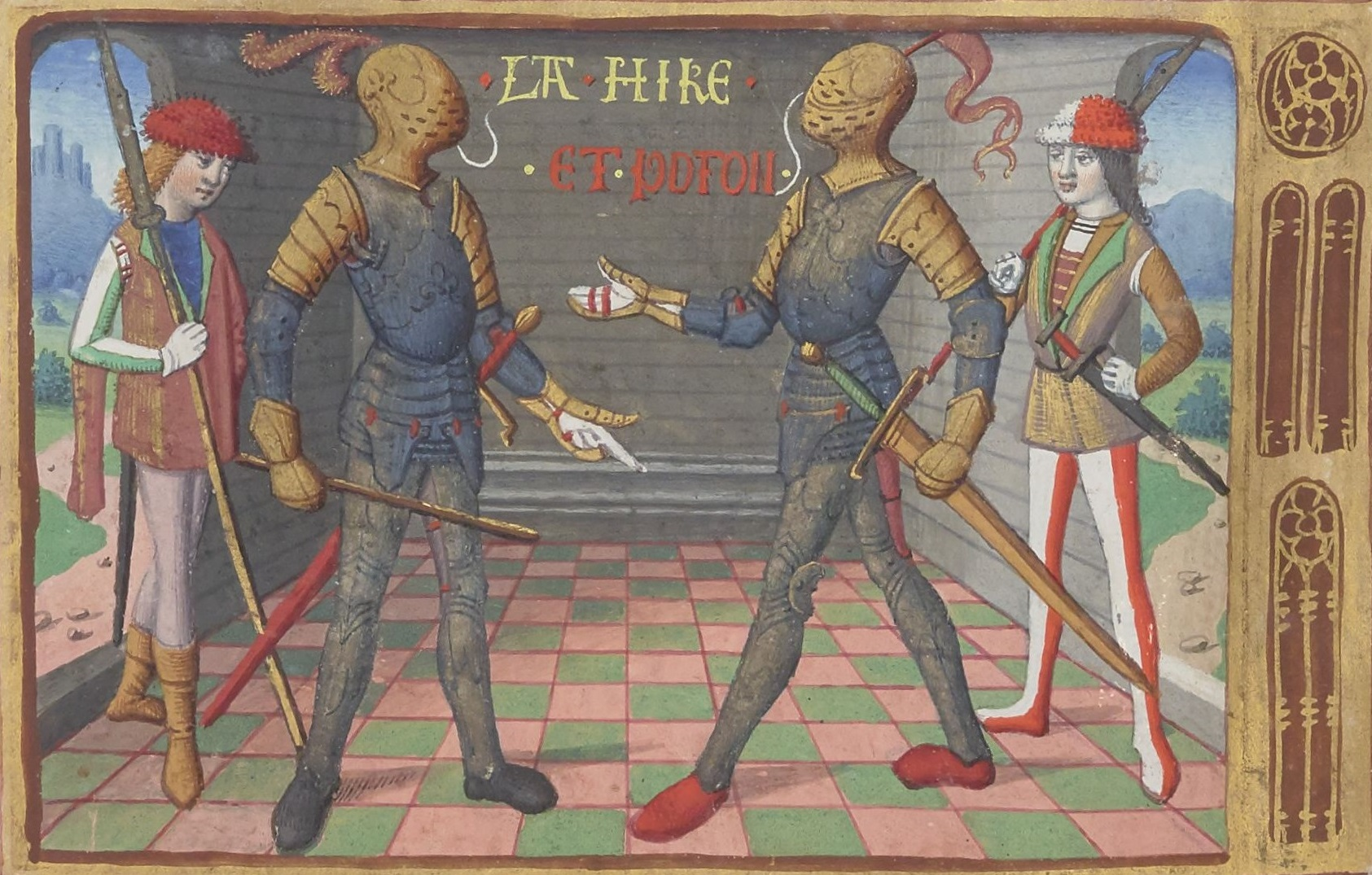
15世紀の彩色本に描かれたラ・イルとザントライユ

ジャン・ポトン・ド・ザントライユ（Jean Poton de Xaintrailles, 1390年頃 - 1461年10月7日）は、ガスコーニュ出身の百年戦争末期のフランス軍の指揮官。1454年にフランス元帥になる。官職としては他にベリーのバイイ、リムーザンのセネシャル、王の厩舎番長（maître de l'Écurie du roi）などを務めていた。ジャンヌ・ダルクの戦友の1人で、ザントライユ城を再建したことでも知られる。
正書法（オルソグラフィー）が確立していなかったため、サントライユ（Saintrailles）とも綴られた。

## 略歴
フランス王シャルル7世に味方してイングランド軍に対して勇猛果敢さを発揮し、1421年3月に同郷のラ・イルと共にボージェの戦いに参戦、8月にピカルディーの戦闘に敗れイングランド軍に捕らえられたが、身代金を払い釈放された。1423年にはヨンヌ近くのクラヴァンの戦いで再度捕虜となったが、ジョン・タルボットとの交換により釈放された。1424年のヴェルヌイユの戦いで奮戦したが戦闘はフランス軍の敗北となっている。
1428年から始まったオルレアン包囲戦では、ジャン・ド・デュノワ、ラ・イルと共にオルレアンへ入城してイングランド軍と戦った。1429年2月12日にイングランド補給部隊を叩こうとして失敗したが（ニシンの戦い）、4月末から援軍に加わったジャンヌ・ダルクと共にオルレアンを解放した。コンピエーニュではイングランド軍の包囲を解き、アランソン公ジャン2世、ジル・ド・レらに加勢、ジャルジョーの戦い、ボージャンシーの戦い、パテーの戦いなどで活躍した。また、囚われたジャンヌの奪回を試みた際にペロンヌでブルゴーニュ公フィリップ3世（善良公）の軍と戦い、敵軍を敗走させた。
1431年8月にノルマンディーを攻撃しようとしてウォリック伯リチャード・ド・ビーチャムの逆襲に遭い、三度イングランドに捕らわれる。ウォリック伯の居城ブーヴルイユ城で軟禁生活を送った後フランスを転々とし、時期は不明ながら身代金を払い釈放された。
その後はラ・イル、デュノワ、アンドレ・ド・ラヴァルらと共にアルテュール・ド・リッシュモン大元帥に従事、1435年のジェルブロワの戦い（en）ではラ・イルと共に指揮官として活躍してアランデル伯ジョン・フィッツアラン（en）を捕虜にした。しかし、部隊を率いての略奪行為を頻繁に繰り返していたため、リッシュモンに厳重注意を与えられたり、盗んだ品物の返還を度々命じられている。また、リッシュモンの命令でラ・イルと共にイングランド軍攻撃に行くこともあったが、無計画に出撃したため1436年の戦闘でタルボットに敗北、1437年にもタルボットとトーマス・スケールズ率いるイングランド軍に撃破され捕虜となっている。
以降の百年戦争の局面では1444年に王太子ルイ（後のルイ11世）のロレーヌ遠征に加わり、1449年のノルマンディー征服、ギュイエンヌ再征服などの功績を挙げた。シャルル7世はザントライユの忠誠心溢れる奉仕に対して、1454年にはフランス元帥に任じ、サン・マケールの町も与えた。
1461年10月7日、後継者なくボルドーのトロンペット城で死去した（極めて信憑性は低いが、ユロー嬢との間に子孫がいた可能性もある）。遺産は教会に寄付され、遺言はガスコーニュ方言で書かれていた。高等法院に残る文章は次のようにザントライユを評価している。「フランス王国においてもっとも勇敢な指揮官の一人であり、イングランド人を追い出せたのは彼とラ・イルとのおかげである」と。

## ジャン・ポトン・ド・ザントライユが登場する作品

### 漫画
- 岡児志太郎　『デゾルドル』講談社、月刊モーニングtwo、2017年-連載中